# Diego Korol
Diego Armando Korol (Buenos Aires, Argentina, 31 de marzo de 1969) es un actor, periodista y conductor argentino.

## Carrera
En 1982 comenzó su carrera artística junto a sus hermanos Adrián y Alejandro, formando un trío humorístico llamado Los Vergara, que se especializaba en plasmar su arte mediante graffiti en las paredes de la ciudad de Buenos Aires.
En 1986, participó como un estudiante en la película La noche de los lápices junto a Alejo García Pintos, Vita Escardó y Pablo Novak. 
A partir de 1993, empezó a trabajar en Videomatch, primero como editor periodístico, y en 1996 empieza a aparecer en cámara cubriendo partidos de fútbol con un estilo bastante curioso, hablando con insultos, llegando a tener una recordada saga junto al futbolista Ramón Díaz, quien por varias semanas lo evitaba a toda costa. Posteriormente, Korol realizaría su labor desde España, reporteando entre otras cosas, la campaña del club Badajoz, que por aquellos años había sido adquirido por Tinelli. Además de hacer su papel de periodista deportivo, realizaba notas y sketches junto a otros humoristas.
En 2003 abandonó Videomatch y se reunió con sus hermanos Adrián y Alejandro para el programa La otra verdad, por América TV. También condujo Deportados por TyC Sports. Sobre fines de ese año y principios de 2004, condujo Química, la fórmula perfecta, un programa de citas por Canal 9.
En 2004, actuó en la premiada película argentina El abrazo partido, dirigida por Daniel Burman y protagonizada por Daniel Hendler. También participó de la comedia televisiva Los de la esquina junto a Georgina Barbarossa, Rodolfo Ranni, Víctor Laplace, Emilio Disi y Marita Ballesteros, por Canal 7.
Desde ese año hasta 2007, condujo Estilo K, programa humorístico deportivo de TyC Sports junto a Román Iucht, Bicho Gómez, Jorge Fossetti, Alejandra Fidalme y otros humoristas de Videomatch.
En 2005, condujo en TV (con Paula Marull) el programa de entretenimientos Blef, por Canal 13. En 2006, fue parte del elenco de la película 1 peso, 1 dólar y formó parte de El Show del Mundial por Telefe. En 2008, condujo Abran cancha en TyC Sports junto con Walter Nelson, pero debió dejar ese programa por motivos contractuales, siendo reemplazado por Diego Díaz, y ese año condujo Sin Codificar, programa humorístico que se emitía los domingos en Telefe junto a los humoristas Yayo Guridi, Pichu Straneo y Pachu Peña, programa que siguió al aire hasta 2019.
En 2009, fue invitado a participar del festejo de los 20 años de Showmatch, para lo que realizó varias participaciones.
En 2010 viajó a Sudáfrica, donde cubrió junto a Yayo Guridi el Mundial de Fútbol tanto para Sin Codificar de América TV como para El diario del Mundial, un ciclo de Telefe.
Desde 2013 forma parte también de DIRECTV Sports donde condujo Locos por el fútbol, Repechaje y actualmente DIRECTV Sports Gaming.

## Televisión

### Telefe
- Videomatch (1996-2002)
- Fugitivos (2000)
- El Show del Mundial (2006)
- Diario del Mundial (2010)
- PSC (2013-2019)
- Peligro Mundial (2014)
- Juguemos en el bosque (2017)

### ElTrece
- Montaña rusa, otra vuelta (1996)
- Blef (2005)
- Showmatch (2009 y 2019)

### América TV
- La Otra Verdad (2003)
- Peligro: Sin codificar (2008-2012)
- Recreo (2022)
- Mandá Play (2022)

### TyC Sports
- Deportados (2003)
- Estilo K (2004-2007)
- Abran Cancha (2008)

### ElNueve
- Química (2003-2004)

### TVP
- Los de la Esquina (2004)

### NET TV
- Peligro: Sin codificar (2020)
- Editando Tele (2021)

### Comedy Central
- Idiotas por Accidente (2018-2019)

## Radio
Metro 95.1
- Fútbol por Metro

Radio La Red
- Radiomatch
- Pum para arriba
- Los Vergara

Radio Rivadavia
- Ataquen

Radio 10
- Al ataque

Pop 101.5
- Al ataque
- Despierta corazón

Radio Continental
- Korol Esperanza

## Premios
| Año  | Premios               | Categoría                  | Programa               | Resultado |
| ---- | --------------------- | -------------------------- | ---------------------- | --------- |
| 2011 | Premios Martín Fierro | Mejor Programa Humorístico | Sin Codificar          | Nominado  |
| 2012 | Premios Martín Fierro | Mejor Programa Humorístico | Peligro: Sin codificar | Ganador   |
| 2013 | Premios Martín Fierro | Mejor Programa Humorístico | Peligro: Sin codificar | Ganador   |
| 2014 | Premios Martín Fierro | Mejor Programa Humorístico | Peligro: Sin codificar | Ganador   |